# Вова зі Львова
Владимир Игоревич Парфенюк (укр. Володимир Ігорович Парфенюк), более известный как Вова со Львова (укр. Вова зі Львова; род. 30 декабря 1983, Львов), также VovaZIL’Vova — украинский исполнитель в стиле рэп.

## Биография
Родился 30 декабря 1983 года во Львове. Через три года после его рождения вся семья переехала в район Сихов.
Писать песни Владимир начал с 2002 года, в 2005 году начал читать рэп, а в 2006 году стал ведущим телепрограммы VovaZIL’Vova на канале M1. В этом же году был выпущен его первый альбом «Вино Кобіти Патіфон».
В октябре 2007 года появляется его второй альбом «ЙОЙ #1», в создании которого приняло участие большое количество западно-украинских хип-хоперов (так называемой «Львівської діаспори»). Также в 2007 году совместно с польским рэпером Соколом и украинской группой XL Deluxe принял участие в записи песни «Nie Lekceważ Nas» (с пол. — «Нельзя недооценивать нас»), посвящённую славянским народам.
В 2010 году был приглашен к записи песни «Sexualna» группы Mirami, на которую был снят совместный клип.

## Дискография
- Вино, кобіти, патіфон (2006)
- ЙоЙ #1 (2007)
- Вова зі Львова Презентує ЙоЙ#2 (2012)
- Прекрасне Інакше (2012)